# Купола атомске бомбе
Купола атомске бомбе (јап. 原爆ト - Генбаку Дому) или Споменик мира је некадашња сајамска зграда у Хирошими, једна од првих која је срушена током атомског бомбардовања 1945. године. Зграда је остављена необновљена, као спомен-обележје жртвама. Данас је део Меморијалног парка мира у Хирошими. Тог дана,  6. августа 1945. године, око 70.000 људи погинуло је током самог бомбардовања, а још око 200.000 умрло је касније, од последица радијације.
Године 1996. године Купола атомске бомбе је уписана на Унескову листу светске баштине у Азији јер...{{citat3|... представља не само снажан симбол најјаче разарајуће силе коју је створило човечанство, већ изражава и наду за постизање светског мира и уништење свог нуклеарног наоружања.

## Историја
Купола атомске бомбе је најпознатија знаменитост у Хирошими. Дана 6. августа 1945. године, у 8:15 ујутро, Мали дечак, прва употребљена атомска бомба, експлодирала је скоро директно изнад зграде (150 метара даље и 600 метара изнад) и сви људи који су се у том тренутку налазили у њој погинули су.
Зграду је пројектовао чешки архитекта Јан Летзел, а отворена је за јавност 1915. године као Комерцијална изложба префектуре Хирошима (Hiroshima Prefectural Commercial Exhibition). Њена купола је веома необична, јер је овалне основе. Године 1921. преименована је у Изложбену дворану производа префектуре Хирошима (Hiroshima Prefectural Products Exhibition Hall), а 1933. у Дворану за промоцију индустрије префектуре Хирошима (Hiroshima Prefectural Industrial Promotion Hall).

### Рушење
Сама зграда је пре рушења била знатно већа од данашњих остатака. У Музеј мира постоји макета зграде пре експлозије. То је била једна од ретких зграда у кругу од два километра чији остаци су још увек били препознатљиви. Занимљива је чињеница да је било шта од зграде уопште остало, јер се процењује да је ударни талас бомбе створио притисак од 35 тона по квадратном метру у хипоцентру.
Осим Куполе опстао је и мост преко реке Аиои. Тадашњим испитивањима установљено је да је након ослобађања од компресије ударног таласа цео коловоз на мосту одскочио неколико метара у ваздух и вратио се на мост. Оштећења су касније санирана и мост је остао у функцији наредних 30-ак година. Такође је и зграда Банке Јапана поправљена и користи се и данас, али таквих објеката у овој области је врло мало. Сама сајамска зграда, данас Купола атомске бомбе, била је превише оштећена да би била спасена. Била је то заиста веома атрактивна зграда, што ју је чинило прикладним спомеником на оно што се догодило. Током година је додатно пропадала, па су у унутрашњости рушевине уграђени челични носачи како би се спречило урушавање.

### Споменик
Када је Хирошима почела да се обнавља грађани су тражили да се ова зграда не обнавља, већ да остане трајна рушевина и као таква споменик страдању града. Године 1966. градска управа је и званично проглашава спомеником, назвавши га Купола атомске бомбе. Временом је око споменика створен Меморијални парк мира у Хирошими (広島平和記念公園 - Хирошима хеива кинен коен).

## Статус светске баштине
Тридесет година касније, 1996. године, овај споменик је проглашен Унесковом светском баштином. Кина је протестовала због ове декларације, истичући да су државе жртве много више страдале од јапанске агресије, док се представник САД оградио, истичући да ће се на тај начин занемарити историјски контекст самог напада.
- Купола атомске бомбе
- Меморијални музеј мира „Кензо Танге”
- Кенотаф са именима погинулих у експлозији
- Сала сећања
- Купола атомске бомбе у сумрак